# سمرقند
سمرقند (بالأوزبكية: Samarqand؛ بالطاجيكية: Самарқанд؛ بالفارسية: سمرقند) هي مدينة تقع في جنوب شرق أوزبكستان، وهي من أقدم المدن المأهولة بالسكان في آسيا الوسطى، ويبلغ عدد سكانها 593,000 نسمة (2021)، وهي ثالث أكبر مدينة في أوزبكستان.

## تاريخ سمرقند
اختلفت الآراء حول مؤسسها فهناك بعض الآراء ترى أنه (كيكاوس بن كيقباذ) وهناك آراء تقول إنه (الإسكندر الأكبر) وهناك من يرى أنه (شمر أبو كرب) ولذلك سميت (شمركنت) وعربت إلى (سمرقند).

### الفتح الإسلامي
في سنة (87هـ ـ 705 م) تم الفتح الإسلامي لمدينة «سمرقند» على يد القائد المسلم «قتيبة بن مسلم الباهلي» ثم أعاد فتحها مرة أخرى سنة (92هـ ـ 710م). وبعد الفتح الإسلامي قام المسلمون بتحويل عدد من المعابد إلى مساجد لتأدية الصلاة، وتعليم الدين الإسلامي لأهل البلاد. وفي العصر العباسي ازدهرت مدينة (سمرقند) ازدهاراً كبيراً خصوصاً في عهد الخليفة العباسي (المعتمد على الله) الذي جعل من مدينة (سمرقند) عاصمة لبلاد ما وراء النهر واستمرت كذلك حتى عهد الأمير (أحمد بن إسماعيل) الذي نقل العاصمة إلى بخارى فصارت المدينتان مركزين حضاريين وازدهرت الحياة الاجتماعية والاقتصادية بهما في عهد الدولة السامانية وظلت هكذا حتى خضعت لحكم الدولة الخوارزمية في عهد السلطان (علاء الدين محمد بن تكش) الذي هاجم بلاد ما وراء النهر واستولى على سمرقند عام 606هـ/ 1209م.

### الغزو المغولي
في بداية الغزو المغولي للمدينة؛ قام «المغول» بتدمير معظم العمائر الإسلامية، وشهدت نكسة حقيقية حلت بالمدينة حين دكها جنكيز خان فبعد أن خرب بخارى تحرك صوب سمرقند واستخدم الحيلة للإيقاع بها حيث قاد من أهل بخارى جمعاً عظيماً حتى يتصور أهل سمرقند أنهم من جملة جيشه فيفزعون لضخامته ورغم أن هذا الفعل جرى مفعول السحر إلا أن أهل سمرقند لم يسكتوا عن الدفاع عن مدينتهم فأبدوا مقاومة شجاعة لثلاثة أيام وخرجوا في اليوم الثالث من المدينة وهاجموا المغول إلا أن جيوش جنكيز خان قد انتصرت ودخل (جنكيز خان) المدينة في العاشر من المحرم سنة 617هـ/ 1220م وبعد أن خرب قصر الحاكم بها أمر بالقتل والنهب وعامل سمرقند بما عامل به بخارى من قبل كما أسر الآلاف من صناع سمرقند المهرة وفرضت الضرائب الباهظة على من تبقى من السكان في المدينة وأمسى الجزء القديم من المدينة خراباً مهجوراً بسبب تدمير قناة المياه الجارية من قبل المغول، وبعد ذلك اتجه «المغول» أنفسهم بعد اعتناق الإسلام إلى تشييد العديد من العمائر الإسلامية، خاصة في العهد التيموري، وذلك على مدى (150) عامًا هي فترة حكمهم لبلاد ما وراء النهر من (617هـ ـ 1220م) إلى عام (772هـ ـ 1370 م).

### الدولة التيمورية
عقب سيطرته على سمرقند في العصور الوسطى، أعلنها تيمورلنك، مؤسس إمبراطورية تيمور العظمى، عاصمة لدولته. وأحضر تيمورلنك أفضل المعمارين، والفنانين والحرفيين من شتى بقاع الأرض من الشرق إلى الغرب ومن الشمال إلى الجنوب، لبناء سمرقند بأفضل شكل ممكن، ما جعلها مركز ثقل العالم في تلك المرحلة من التاريخ. وتحولت المدينة إلى مركز علمي عالمي في عهد ابنه أولوغ بيك. ونجحت المدينة في نيل إعجاب كل من زارها على مر القرون الماضية، لا سيما أنها كانت من أهم أجزاء طريق الحرير. ولا تزال المدينة التي حظيت بمكانة واسعة في أشعار ومدائح وروايات الشعراء والكتّاب، تحافظ على رونقها التاريخي في يومنا الحالي.

### الحكم القيصري الروسي والسوفيتي
وفي القرن ال 19م استولى الجيش الروسي على بلاد ما وراء النهر ومنها مدينة «سمرقند». وفي سنة (1918 م) بعد قيام الثورة الشيوعية في روسيا استولى الثوار على مدينة «سمرقند» وظلت تحت سيطرتهم إلى أن سقطت الشيوعية في عام (1992 م). وقد نالت «سمرقند» الاستقلال ضمن جمهوريات رابطة الدول المستقلة بعد تفكك الاتحاد السوفيتي.

## سمرقند والإسلام
نادى الغلام: يا قتيبة (هكذا بلا لقب)
فجاء قتيبة وجلس هو وكبير الكهنة أمام القاضي جُميْع
ثم قال القاضي: ما دعواك يا سمرقندي؟
قال: اجتاحنا قتيبة بجيشه ولم يدعنا إلى الإسلام ويمهلنا حتى ننظر في أمرنا.
التفت القاضي إلى قتيبة وقال: وما تقول في هذا يا قتيبة؟
قال قتيبة: الحرب خدعة وهذا بلد عظيم وكل البلدان من حوله كانوا يقاومون ولم يدخلوا الإسلام ولم يقبلوا بالجزية.
قال القاضي: يا قتيبة هل دعوتهم للإسلام أو الجزية أو الحرب؟
قال قتيبة: لا إنما باغتناهم لما ذكرت لك.
قال القاضي: أراك قد أقررت، وإذا أقر المدعي عليه انتهت المحاكمة، يا قتيبة ما نصر الله هذه الأمة إلا بالدين واجتناب الغدر وإقامة العدل.
ثم قال: قضينا بإخراج جميع المسلمين من أرض سمرقند من حكام وجيوش ورجال وأطفال ونساء وأن تترك الدكاكين والدور، وأنْ لا يبق في سمرقند أحد، على أنْ ينذرهم المسلمون بعد ذلك!
لم يصدق الكهنة ما شاهدوه وسمعوه، فلا شهود ولا أدلة ولم تدم المحاكمة إلا دقائق معدودة، ولم يشعروا إلا والقاضي والغلام وقتيبة ينصرفون أمامهم، وبعد ساعات قليلة سمع أهل سمرقند بجلبة تعلو وأصوات ترتفع وغبار يعم الجنبات، ورايات تلوح خلال الغبار، فسألوا فقيل لهم إنَّ الحكم قد نُفِذَ وأنَّ الجيش قد انسحب، في مشهدٍ تقشعر منه جلود الذين شاهدوه أو سمعوا به.
وما إنْ غرُبت شمس ذلك اليوم إلا والكلاب تتجول بطرق سمرقند الخالية، وصوت بكاءٍ يُسمع في كل بيتٍ على خروج تلك الأمة العادلة الرحيمة من بلدهم، ولم يتمالك الكهنة وأهل سمرقند أنفسهم لساعات أكثر، حتى خرجوا أفواجاً وكبير الكهنة أمامهم باتجاه معسكر المسلمين وهم يرددون شهادة أن لا إله إلا الله محمد رسول الله.
فيا لله ما أعظمها من قصة، وما أنصعها من صفحة من صفحات تاريخنا المشرق، أرأيتم جيشاً يفتح مدينة ثم يشتكي أهل المدينة للدولة المنتصرة، فيحكم قضاؤها على الجيش الظافر بالخروج؟ والله لا نعلم شبه لهذا الموقف لأمة من الأمم.
بقي أن تعرف أن هذه الحادثة كانت في عهد الخليفة الصالح عمر بن عبد العزيز، حيث أرسل أهل سمرقند رسولهم إليه بعد دخول الجيش الإسلامي لأراضيهم دون إنذار أو دعوة، فكتب مع رسولهم للقاضي أن احكم بينهم فكانت هذه القصة التي تعتبر من الأساطير.
هي قصة من كتاب «قصص من التاريخ» للشيخ الأديب علي الطنطاوي.
وانظر القصة في تأريخ الرسل والملوك للطبري وفتوح البلدان للبلازري.
كتب الروائي أمين معلوف رواية باسم (سمرقند) بالفرنسية وترجمت للغة العربية.

## الموقع الجغرافي
تقع مدينة سمرقند في جنوب شرق أوزبكستان في آسيا الوسطى،، في وادي نهر زرافشان، على بُعد 135 كم من قرشي. يربطها الطريق M37 بمدينة بخارى، التي تبعد عنها 240 كم. ويربطها الطريق M39 بمدينة طشقند، التي تبعد عنها 270 كم. تبعد حدود طاجيكستان حوالي 35 كم عن سمرقند، بينما تبعد العاصمة الطاجيكية دوشنبه 210 كم عن سمرقند. ويربط الطريق M39 سمرقند بمدينة مزار شريف في أفغانستان، التي تبعد عنها 340 كم.
ومعنى الاسم "قلعة الأرض"، وقد وصفها "ابن بطوطة" بقوله: " إنها من أكبر المدن وأحسنها وأتمها جمالاً، مبنية على شاطئ وادٍ يعرف بوادي القصَّارين، وكانت تضم قصورًا عظيمة، وعمارة تُنْبئ عن هِمَم أهلها.

### مناخ
تتمتع سمرقند بمناخ شبه جاف بارد (تصنيف كوبن للمناخ: BSk)، حيث يكون الصيف حارًا وجافًا، بينما يكون الشتاء ماطرًا ومتقلبًا نسبيًا، حيث تتناوب فترات من الطقس الدافئ مع فترات من الطقس البارد. يُعدّ شهري يوليو وأغسطس الأكثر حرارة في السنة، حيث تصل درجات الحرارة إلى 40 درجة مئوية (104 درجات فهرنهايت) وتتجاوزها. يكون هطول الأمطار نادرًا من يونيو إلى أكتوبر، ولكنه يزداد إلى أقصى حد بين فبراير وأبريل. كان شهر يناير 2008 باردًا بشكل خاص؛ حيث انخفضت درجة الحرارة إلى −22 درجة مئوية (−8 درجات فهرنهايت).
َ
| البيانات المناخية لـ{{{location}}}                                                                                           | البيانات المناخية لـ{{{location}}} | البيانات المناخية لـ{{{location}}} | البيانات المناخية لـ{{{location}}} | البيانات المناخية لـ{{{location}}} | البيانات المناخية لـ{{{location}}} | البيانات المناخية لـ{{{location}}} | البيانات المناخية لـ{{{location}}} | البيانات المناخية لـ{{{location}}} | البيانات المناخية لـ{{{location}}} | البيانات المناخية لـ{{{location}}} | البيانات المناخية لـ{{{location}}} | البيانات المناخية لـ{{{location}}} | البيانات المناخية لـ{{{location}}} |
| الشهر | يناير                              | فبراير                             | مارس                               | أبريل                              | مايو                               | يونيو                              | يوليو                              | أغسطس                              | سبتمبر                             | أكتوبر                             | نوفمبر                             | ديسمبر                             | المعدل السنوي                      |
| --- | ---------------------------------- | ---------------------------------- | ---------------------------------- | ---------------------------------- | ---------------------------------- | ---------------------------------- | ---------------------------------- | ---------------------------------- | ---------------------------------- | ---------------------------------- | ---------------------------------- | ---------------------------------- | ---------------------------------- |
| الدرجة القصوى °م (°ف) | 23.2 (73.8)                        | 26.7 (80.1)                        | 32.2 (90.0)                        | 36.2 (97.2)                        | 39.5 (103.1)                       | 41.6 (106.9)                       | 42.4 (108.3)                       | 41.0 (105.8)                       | 38.6 (101.5)                       | 35.2 (95.4)                        | 31.5 (88.7)                        | 27.5 (81.5)                        | 42.4 (108.3)                       |
| متوسط درجة الحرارة الكبرى °م (°ف)                                                                                            | 7.3 (45.1)                         | 9.5 (49.1)                         | 15.2 (59.4)                        | 21.4 (70.5)                        | 27.0 (80.6)                        | 32.4 (90.3)                        | 34.5 (94.1)                        | 33.3 (91.9)                        | 28.6 (83.5)                        | 22.0 (71.6)                        | 14.4 (57.9)                        | 9.1 (48.4)                         | 21.2 (70.2)                        |
| المتوسط اليومي °م (°ف) | 2.3 (36.1)                         | 4.0 (39.2)                         | 9.3 (48.7)                         | 15.2 (59.4)                        | 20.4 (68.7)                        | 25.4 (77.7)                        | 27.2 (81.0)                        | 25.6 (78.1)                        | 20.6 (69.1)                        | 14.1 (57.4)                        | 8.0 (46.4)                         | 3.7 (38.7)                         | 14.7 (58.4)                        |
| متوسط درجة الحرارة الصغرى °م (°ف)                                                                                            | −1.3 (29.7)                        | −0.2 (31.6)                        | 4.6 (40.3)                         | 9.7 (49.5)                         | 14.1 (57.4)                        | 18.0 (64.4)                        | 19.5 (67.1)                        | 17.9 (64.2)                        | 13.5 (56.3)                        | 7.8 (46.0)                         | 3.2 (37.8)                         | −0.2 (31.6)                        | 8.9 (48.0)                         |
| أدنى درجة حرارة °م (°ف) | −25.4 (−13.7)                      | −22 (−8)                           | −14.9 (5.2)                        | −6.8 (19.8)                        | −1.3 (29.7)                        | 4.8 (40.6)                         | 8.6 (47.5)                         | 7.8 (46.0)                         | 0.0 (32.0)                         | −6.4 (20.5)                        | −18.1 (−0.6)                       | −22.8 (−9.0)                       | −25.4 (−13.7)                      |
| الهطول مم (إنش) | 41.1 (1.62)                        | 52.2 (2.06)                        | 73.2 (2.88)                        | 62.9 (2.48)                        | 40.0 (1.57)                        | 6.8 (0.27)                         | 1.6 (0.06)                         | 1.6 (0.06)                         | 2.7 (0.11)                         | 16.0 (0.63)                        | 40.3 (1.59)                        | 39.2 (1.54)                        | 377.6 (14.87)                      |
| متوسط الأيام الممطرة | 8                                  | 10                                 | 13                                 | 11                                 | 9                                  | 3                                  | 2                                  | 1                                  | 2                                  | 6                                  | 8                                  | 9                                  | 82                                 |
| متوسط الأيام المثلجة | 9                                  | 7                                  | 3                                  | 0.3                                | 0.1                                | 0                                  | 0                                  | 0                                  | 0                                  | 0.3                                | 2                                  | 6                                  | 28                                 |
| متوسط الرطوبة النسبية (%) | 76                                 | 74                                 | 70                                 | 63                                 | 54                                 | 42                                 | 42                                 | 43                                 | 47                                 | 59                                 | 68                                 | 74                                 | 59                                 |
| ساعات سطوع الشمس الشهرية | 119.2                              | 130.9                              | 172.2                              | 228.8                              | 297.7                              | 345.5                              | 373.1                              | 358.9                              | 305.9                              | 242.6                              | 150.7                              | 120.2                              | 2٬845٫7                            |
| متوسط مؤشر الأشعة فوق البنفسجية                                                                                              | 2                                  | 3                                  | 3                                  | 4                                  | 5                                  | 6                                  | 6                                  | 6                                  | 4                                  | 3                                  | 2                                  | 2                                  | 4                                  |
| المصدر #1: Pogoda.ru.net |                                    |                                    |                                    |                                    |                                    |                                    |                                    |                                    |                                    |                                    |                                    |                                    |                                    |
| المصدر #2: أطلس الطقس (الأشعة فوق البنفسجية), الوقت والتاريخ (نقاط الندى، 1985-2015)، الإدارة الوطنية للمحيطات والغلاف الجوي |                                    |                                    |                                    |                                    |                                    |                                    |                                    |                                    |                                    |                                    |                                    |                                    |                                    |

## السكان
بحسب التقارير الرسمية، فإن غالبية سكان سمرقند هم من الأوزبك، وهم من الشعب التركي. ومع ذلك، فإن معظم «الأوزبك» هم في الواقع طاجيك، وهم شعب إيراني، على الرغم من أن جوازات سفرهم تذكر أصلهم العرقي على أنهم أوزبكيون. ما يقرب من 70٪ من سكان سمرقند هم من الطاجيك (الفارسية) - يتحدثون الطاجيك. يتركز الطاجيك بشكل خاص في الجزء الشرقي من المدينة، حيث توجد المعالم المعمارية الرئيسية.
وفقًا لمصادر مستقلة مختلفة، الطاجيك هم أغلبية عرقية في سمرقند. يشكل الأوزبك الإثنيون ثاني أكبر مجموعة  ويتركزون بشكل أكبر في غرب سمرقند. يصعب الحصول على أرقام ديموغرافية دقيقة، لأن بعض الناس في أوزبكستان يعرفون بأنهم «أوزبكيون» على الرغم من أنهم يتحدثون الطاجيكية كلغة أولى، غالبًا لأنهم مسجلون كأوزبك من قبل الحكومة المركزية بالرغم من لغتهم وهويتهم الطاجيكية. كما أوضح بول بيرجن:
خلال تعداد عام 1926، تم تسجيل جزء كبير من السكان الطاجيك على أنهم أوزبكيون. وهكذا، على سبيل المثال، في الإحصاء السكاني لعام 1920 في مدينة سمرقند، تم تسجيل الطاجيك على أنهم 44758 وعدد الأوزبك فقط 3301. وفقًا لتعداد عام 1926، تم تسجيل عدد الأوزبك بـ 43364 والطاجيك بـ 10716 فقط. في سلسلة من قرى الكشلاك في خوجاند أوكروغ، التي تم تسجيل سكانها على أنهم طاجيك في عام 1920 على سبيل المثال في عشت وكالاتشا وأجار طاجيك وغيرهم، في تعداد عام 1926 تم تسجيلهم كأوزبك. يمكن تقديم حقائق مماثلة أيضًا فيما يتعلق بفرغانة وسمرقند وخاصة ولايات بخارى.
سمرقند هي أيضًا موطن لمجتمعات عرقية كبيرة من الروس والأوكرانيين والبيلاروسيين والأرمن والأذريين والتتار والكوريين والبولنديين والألمان، وجميعهم يعيشون في المقام الأول في وسط وأحياء غرب المدينة. لقد هاجر هؤلاء إلى سمرقند منذ نهاية القرن التاسع عشر، وخاصة خلال الحقبة السوفيتية. إلى حد كبير، يتحدثون اللغة الروسية.
يوجد في أقصى غرب وجنوب غرب سمرقند سكان من عرب آسيا الوسطى، ويتحدث معظمهم اللغة الأوزبكية. فقط جزء صغير من الجيل الأكبر سنا يتحدث اللغة العربية في آسيا الوسطى. في سمرقند الشرقية كان هناك محلة كبيرة من اليهود البخاريين (آسيا الوسطى)، ولكن ابتداءً من السبعينيات، غادر مئات الآلاف من اليهود أوزبكستان إلى الكيان الصهيوني والولايات المتحدة وكندا وأستراليا وأوروبا. لم يتبق اليوم سوى عدد قليل من العائلات اليهودية في سمرقند.
يوجد أيضًا في الجزء الشرقي من سمرقند عدة أحياء يعيش فيها «غجر» آسيا الوسطى (ليولي ودجوجي وباريا ومجموعات أخرى). بدأ هؤلاء الأشخاص في الوصول إلى سمرقند منذ عدة قرون مما يُعرف الآن بالهند وباكستان. يتحدثون بشكل أساسي لهجة من اللغة الطاجيكية، فضلاً عن لغاتهم الخاصة، وعلى الأخص لغة الباريا

## الدين
معظم سكان سمرقند مسلمون، معظمهم من السنة (معظمهم من الحنفية) والصوفيين. ما يقرب من 80-85 ٪ من المسلمين في المدينة هم من السنة، ويتألفون من الطاجيك والأوزبك والعرب السامرقنديين الذين يعيشون فيها تقريبًا.
ولاية سمرقند هي إحدى منطقتين في أوزبكستان (إلى جانب ولاية بخارى) التي تضم عددًا كبيرًا من الشيعة. يبلغ إجمالي عدد سكان ولاية سمرقند أكثر من 3,720,000 نسمة (2019)؛ وبحسب بعض البيانات، هناك حوالي 150,000 من الشيعة، معظمهم من الشيعة الإثنا عشرية.
بينما لا توجد بيانات رسمية عن العدد الإجمالي للشيعة في أوزبكستان، يقدر عددهم «بمئات الآلاف». وفقًا لموقع ويكيليكس، عقد سفير الولايات المتحدة للحرية الدينية الدولية في 2007-2008 سلسلة من الاجتماعات مع السنة والأئمة الشيعة في أوزبكستان. خلال إحدى المحادثات، قال إمام المسجد الشيعي في بخارى إن حوالي 300 ألف شيعي يعيشون في ولاية بخارى ومليون في ولاية سمرقند. شكك السفير قليلاً في صحة هذه الأرقام، مؤكداً في تقريره أن البيانات المتعلقة بأعداد الأقليات الدينية والعرقية التي قدمتها حكومة أوزبكستان تعتبر «موضوعاً حساساً للغاية» بسبب قدرتها على إثارة صراعات بين الأعراق والأديان. حاول جميع سفراء التأكيد على أن الإسلام التقليدي، وخاصة الصوفية والسنية، في منطقتي بخارى وسمرقند، تتميز بتسامح ديني كبير تجاه الأديان والمذاهب الأخرى، بما في ذلك التشيع.

## أهم آثار ومعالم سمرقند
اشتهرت «سمرقند» بكثرة القصور التي شيدها «تيمورلنك» ومنها:
- قصر دلكشا (القصر الصيفى)؛ وقد تميَّز بمدخله المرتفع المزدان بالآجر الأزرق والمُذَّهب، وكان يشتمل على ثلاث ساحات في كل ساحة فسقيه.
- قصر باغ بهشت (روضة الجنة)، شُيِّد بأكمله من الرخام الأبيض المجلوب من «تبريز» فوق ربوة عالية، وكان يحيط به خندق عميق ملئ بالماء، وعليه قناطر تصل بينه وبين المنتزه.
- قصر باغ جناران (روضة الحور)، عرف هذا القصر بهذا الاسم لأنه كانت تحوطه طرق جميلة يقوم شجر الحور على جوانبها، وكان ذا تخطيط متقاطع متعامد.
- مدرسة بيبى خانيم؛ تميز تخطيط هذا الأثر اعتمد على صحن أوسط مكشوف، وأربعة إيوانات.
- مدرسة وخانقاه وضريح الأمير تيمورلنك (كور أمير): شيد هذا المجمع الديني قبل عام (807هـ ـ 1405 م) المهندس الأصفهاني «محمد بن محمود البنا».
- ميدان داجستان؛ بدأ تكوين هذا الميدان في عهد «تيمورلنك» وكان يقوم بعرض فتوحاته في هذا الميدان.

وإذا تحدثنا عن العمارة الجنائزية فهناك العديد من الأمثلة سنعرض منها على سبيل المثال لا الحصر:
تجمع شاه زنده الجنائزي
يقع تجمع شاه زنده في الطرف الجنوبي من أطلال أفرسياب وسط مقبرة كبيرة ظهرت في نهاية القرن الخامس الهجري (الحادي عشر الميلادي) وبداية القرن السادس الهجري (الثاني عشر الميلادي) ويعد تيمورلنك هو أول من وضع اللبنات الأولى لهذا البناء ليكون مجمعاً جنائزياً لأفراد الأسرة التيمورية ثم توالت الإنشاءات في الفترات التالية لحكم تيمورلنك. ويضم هذا التجمع عدداً من قباب الدفن لأمراء وأميرات من البيت التيموري بالإضافة لبعض الشخصيات ذات المكانة العلمية والدينية في العصر التيموري. ويتكون هذا التجمع من ثلاث مجموعات العليا والوسطى والسفلى يربط بينهما ممر مستطيل الشكل مكشوف وغير منتظم وتضم هذه المجموعات عدداً من قباب الدفن (الكورخانة) وحجرة الزيارة (زيارات خانة) فضلاً عن المساجد والمدارس.
قبة دفن خواجة أحمد الديلمي (741هـ/1340م).
وتقع هذه القبة في نهاية الدهليز الذي يتوسط المنطقة العليا من تجمع شاه زنده، ولم نستدل على صاحب الأمر ببناء هذه القبة ومن دفن فيها نظراً لندرة ما كتب عن هذه الشخصية في المصادر والمراجع التاريخية فضلاً عن فقد أجزاء من النقش التأسيسي بمدخل هذه القبة. وشيدت هذه القبة من الأجر جيد الصنعة وتتكون من مساحة مربعة يشغل كل ضلع من أضلاعها الثلاثة داخلة مستطيلة الشكل قليلة العمق في حين يشغل الضلع الرابع كتلة المدخل ويغطي التربيع الأرضي سقفاً مسطحاً وهو في هذا يختلف عن كل قباب المدفن بتجمع شاه زنده من حيث استخدام القباب ذات الأشكال والزخارف المتنوعة في التغطية.
مجمع قثم بن العباس
يقع في الجهة الشرقية من المنطقة العليا بتجمع شاه زنده، ويعد هذا المجمع هو الأساس في بناء التجمع المعماري ككل ويضم هذا المجمع ثلاث وحدات معمارية مختلفة الوظيفة وهي قبة الدفن وحجرة الزيارة  والمسجد وتنسب إلى فترات تاريخية مختلفة، فقبة الدفن ترجع إلى ما قبل العصر التيموري في حين شيدت حجرة الزيارة سنة 735هـ / 1334م أما المسجد فيرجع إلى فترة متأخرة نسبياً حيث شيد في سنة 834هـ / 1430م. أما عن تخطيطه المعماري: فتفضي فتحة المدخل المستطيلة التي يحيط بها إطار مستطيل الشكل من البلاطات الخزفية المزخرفة بالأوراق والأزهار والفروع النباتية بالإضافة إلى النقوش الكتابية إلى دهليز مستطيل الشكل تتوسطه في الجهة الجنوبية فتحة باب مستطيلة تؤدي إلى المسجد.
قبة دفن شيرين بيك أقا
تقع على يمين الداخل إلى المنطقة الوسطى من تجمع شاه زنده الجنائزي وقد شيدت هذه القبة الملكة شيرين بيك أقا (ابنة ترغاي) أخت تيمورلنك لنفسها وذلك سنة 686هـ / 1385م. ويتكون تخطيطها المعماري العام من مساحة مربعة بكل ضلع من أضلاعها داخلة مستطيلة معقودة بعقد مدبب ذي أربعة مراكز وبصدر كل داخلة نافذة مستطيلة معقودة ويغطي التربيع الأرضي قبة قطاعها على هيئة عقد مدبب القمة وبه تحديب خفيف عند التقاء الخوذة بالرقبة والقبة محمولة على حنايا ركنية مقرنصة تليها رقبة القبة المثمنة التي تضم ست عشرة داخلة مستطيلة ومعقودة وبعضها مصمت والبعض الآخر فتحت به نوافذ مغشاة بالزجاج الملون ويلي المثمن خوذة القبة وهي عميقة ومزخرفة من الداخل بالتذهيب والألوان وللقبة رقبة أسطوانية طويلة مزخرفة بدخلات مستطيلة مغشاة بالفسيفساء الخزفية التي سقط بعضها.
قبة دفن ألجي شاد ملك أقا
وتقع هذه القبة ضمن المجموعة الوسطى لتجمع شاه زنده الجنائزي وقد شيدت هذه القبة (قتلنغ تركان أقا) إحدى زوجات (تيمورلنك الأوائل) لابنتها (ألجي شاد ملك أقا) ويرجع تاريخ إنشائها إلى العشرين من جمادى الآخرة سنة 773هـ / 29 ديسمبر 1372م.وقد شيدت القبة من الأجر جيد الصنعة ويتكون التخطيط العام لها من مساحة مستطيلة الشكل تمتد من الشرق إلى الغرب ويشغل كل ضلع من أضلاعها داخلة مستطيلة الشكل معقودة بعقد مدبب ويغشى الجدران والدخلات الرأسية فسيفساء خزفية بهيئة مساحات مستطيلة ويتوسطها أشكال دوائر بها زخارف هندسية بأشكال مختلفة ويفصل بينها إطارات مستطيلة يزخرفها نقوش كتابية بالخط الكوفي المضفور.
فيما يخص العمارة الدينية،  فهناك مثلاً:
مسجد بيبي خانم (801 - 806هـ / 1398 - 1403م)

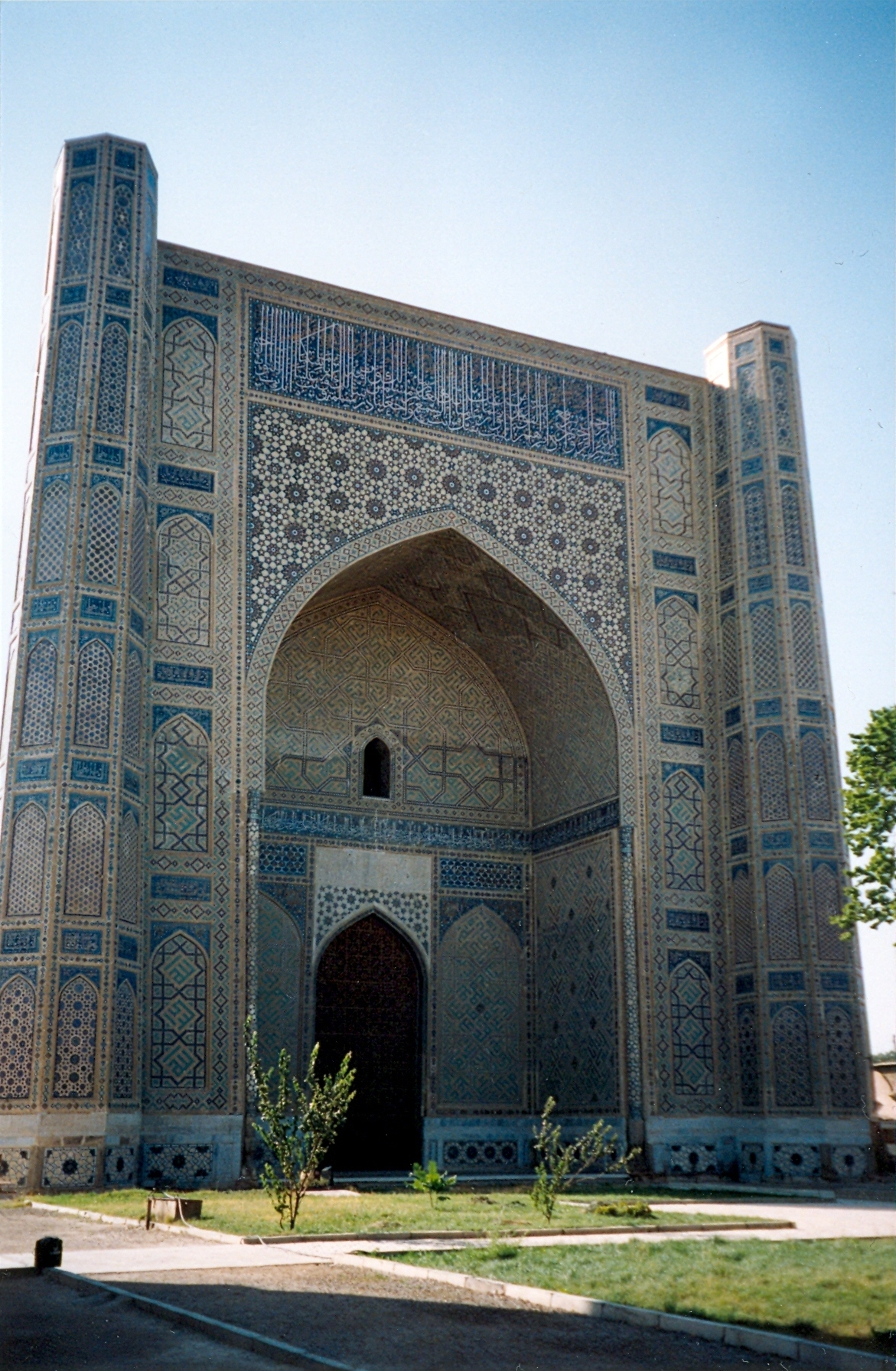
مسجد بيبي خانم

وهو يقع في الجهة الشرقية من ميدان الريكستان (أي الأرض الرملية) والذي يتوسط مدينة سمرقند وبالتحديد في شارع طشقند. وقد شيد هذا المسجد من الأجر جيد الصنعة ويتكون التخطيط العام من مساحة مستطيلة الشكل تمتد من الشرق إلى الغرب تبلغ مقاستها  167x109 يتوسطها صحن مكشوف تحيط به أربع ظلات أكبرهما عمقاً واتساعاً ظلة القبلة ويتخلل تلك الظلات أربع أيونات تقع في منتصف كل ضلع من الأضلاع الأربعة، ويقع خلف ثلاثة منها ثلاث حجرات مربعة كمقاصير خصصت لإلقاء الدروس ويغطي الظلات والحجرات قباب مختلفة الأحجام لم يتبق منها سوى قباب المقاصير الثلاثة.
مسجد تومان أقا
يقع هذا المسجد ضمن مجمع (تومان أقا) الذي سبقت الإشارة إليه من قبل والذي يشتمل على قبة دفن وحجرة للزيارة بالإضافة إلى المسجد. وقد شيد المسجد من الأجر جيد الصنعة وعلى الرغم من أنه أطلق عليه مسمى (مسجد) كما ورد في النقش الإنشائي إلا أن تخطيطه اقتصر على بيت الصلاة فقط فجاء مستطيلاً تبلغ مقاساته  8.15x8.36   وينقسم من الداخل إلى ثلاثة أقسام رأسية تمتد من الشرق إلى الغرب بواسطة بائكتين عموديتين على جدار المحراب ويغطي الأقسام سقف مقبى منخفض. وللمسجد مدخل يقع في الجهة الشرقية يفضي إلى الداخل مباشرة تقابله حنية محراب بسيطة.
ولم تقتصر العمارة في مدينة (سمرقند) على العمارة الجنائزية والعمارة الدينية بل أيضاً شهدت العمارة التعليمية (المدارس)، مثل مدرسة ميرزا ألغ بيك. وتقع هذه المدرسة بالجهة الغربية من ميدان الريكستان في مواجهة مدرسة شيردار، وقد أمر بإنشائها (ميرزا ألغ بيك بن شاه رخ بن تيمورلنك) سنة 820هـ / 1417م. وتتكون من صحن أوسط مكشوف تحيط به أربعة إيوانات معقودة بعقود مدببة أكبرها عمقاً واتساعاً الإيوان الغربي (إيوان القبلة) ويكتنف الإيوانات حجرات سكن الطلاب (الدرس خانة) في طابقين وهي حجرات مستطيلة الشكل معقودة بعقود مدببة، ويقع خلف الإيوان الغربي مسجد مستطيل الشكل يمتد من الشمال إلى الجنوب يتكون من رواقين تسير عقود بوائكهما موازية لجدار المحراب الذي يتوسط الجدار الغربي ويكتنف المسجد من الجانبين الشمالي والجنوبي حجرة مربعة بكل ضلع من أضلاعها دخلة مستطيلة عميقة ويغطي كل حجره قبة مدببة ذات تفصيصات محمولة على رقبة أسطوانية الشكل.

## أعلام
من أهم أعلام سمرقند:
- «محمد بن عدى بن الفضل أبو صالح السمرقندي» توفي سنة (444هـ).
- «أحمد بن عمر الأشعث أبوبكر السمرقندى» كان يكتب المصاحف من حفظه، وتوفى سنة (489هـ).
- «الإمام أبو منصور محمد بن محمد بن محمود الماتريدي الأنصاري» فقيه حنفي و مؤسس المدرسة الماتريدية .

## معرض صور

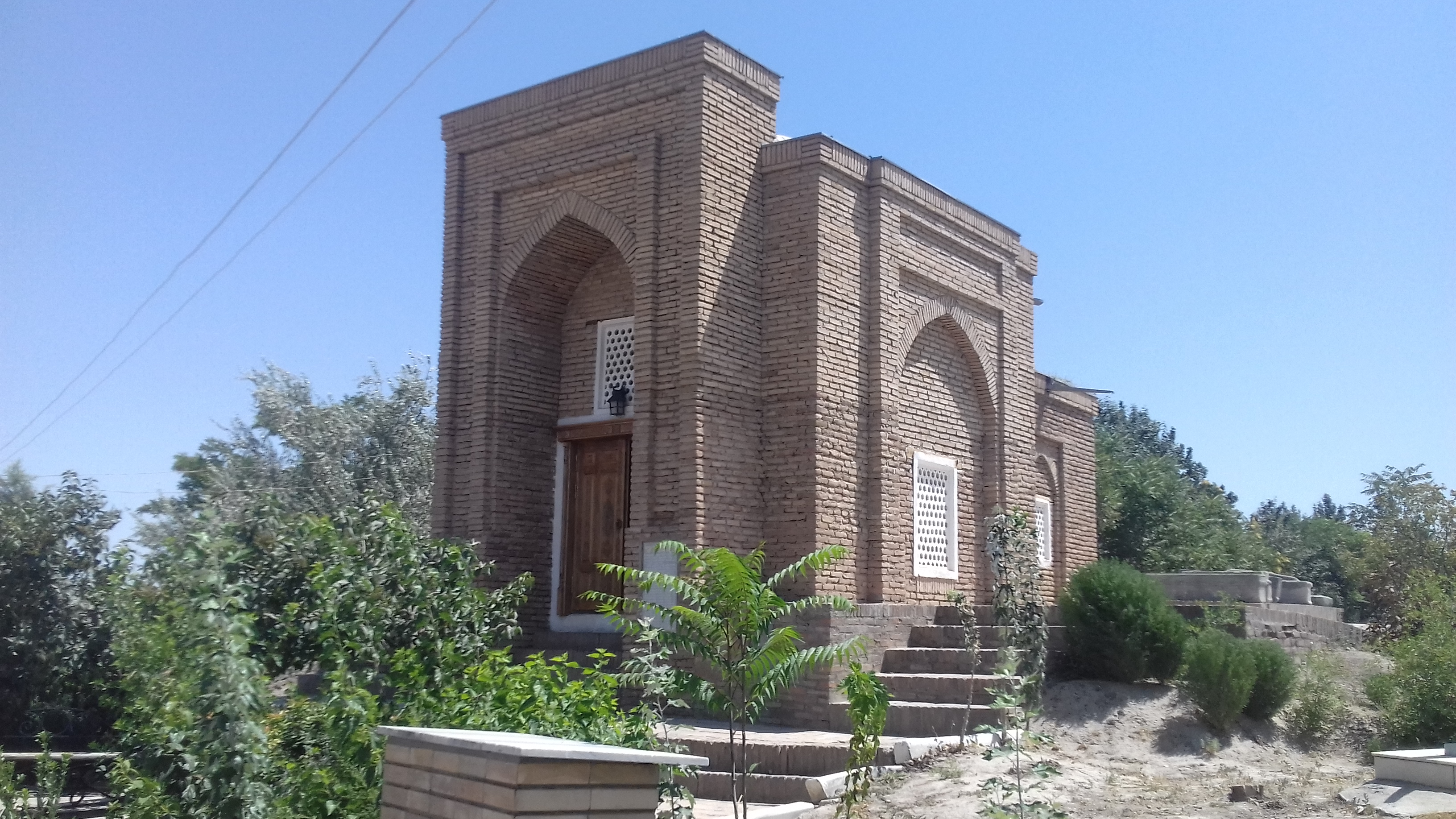
ضريح نور الدين بصير
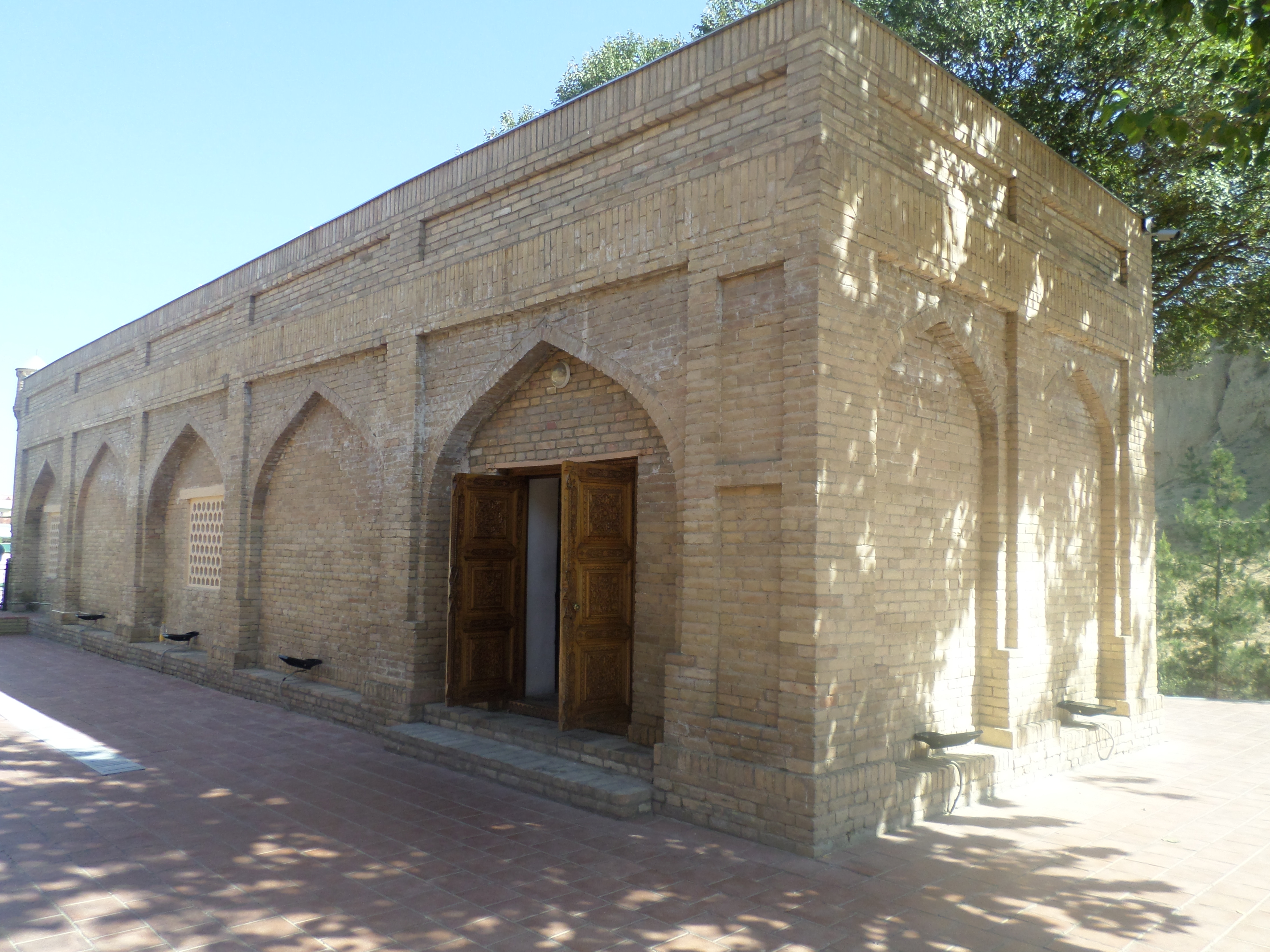
ضريح خوجة دينير
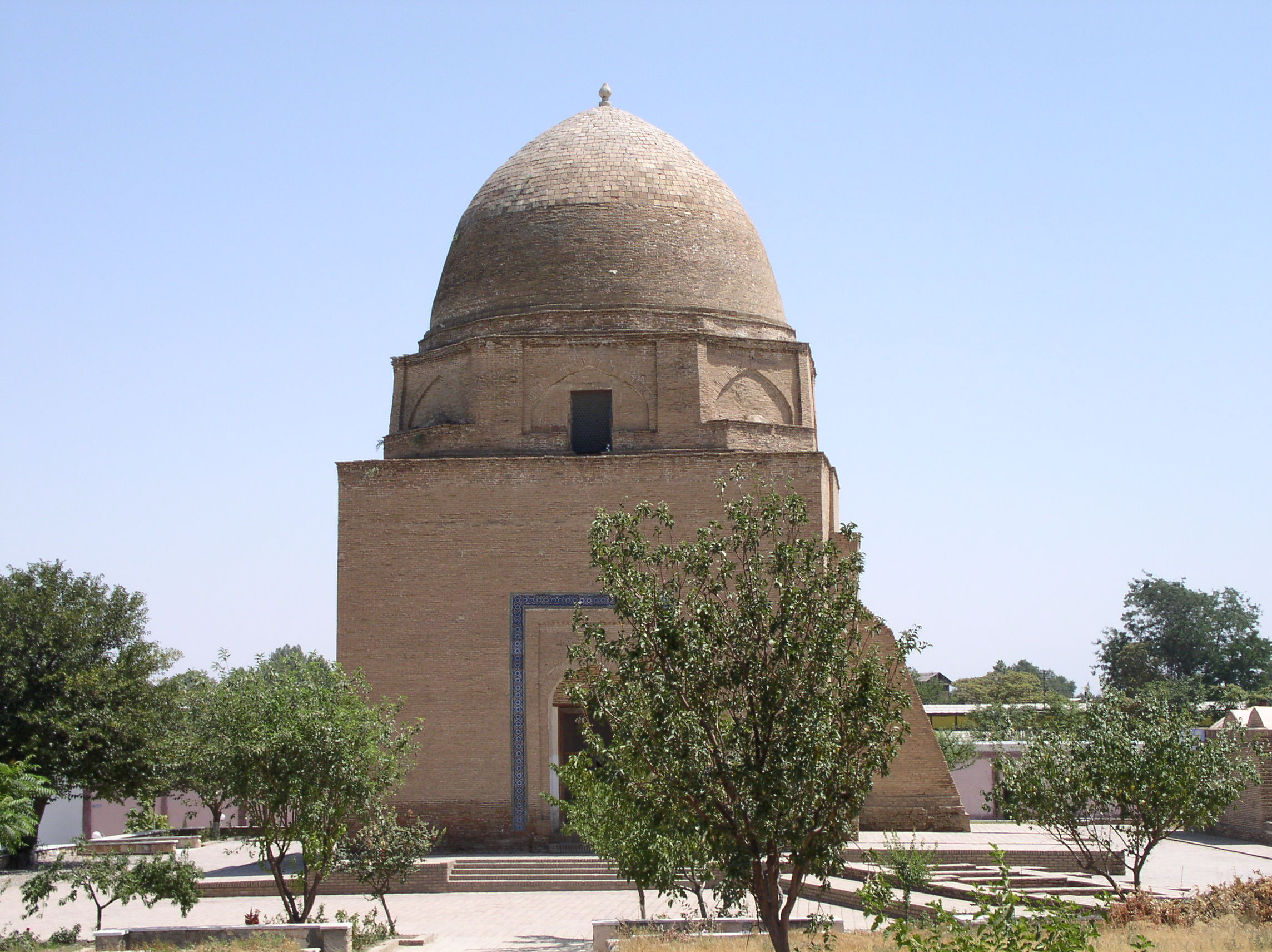
ضريح رحاباد
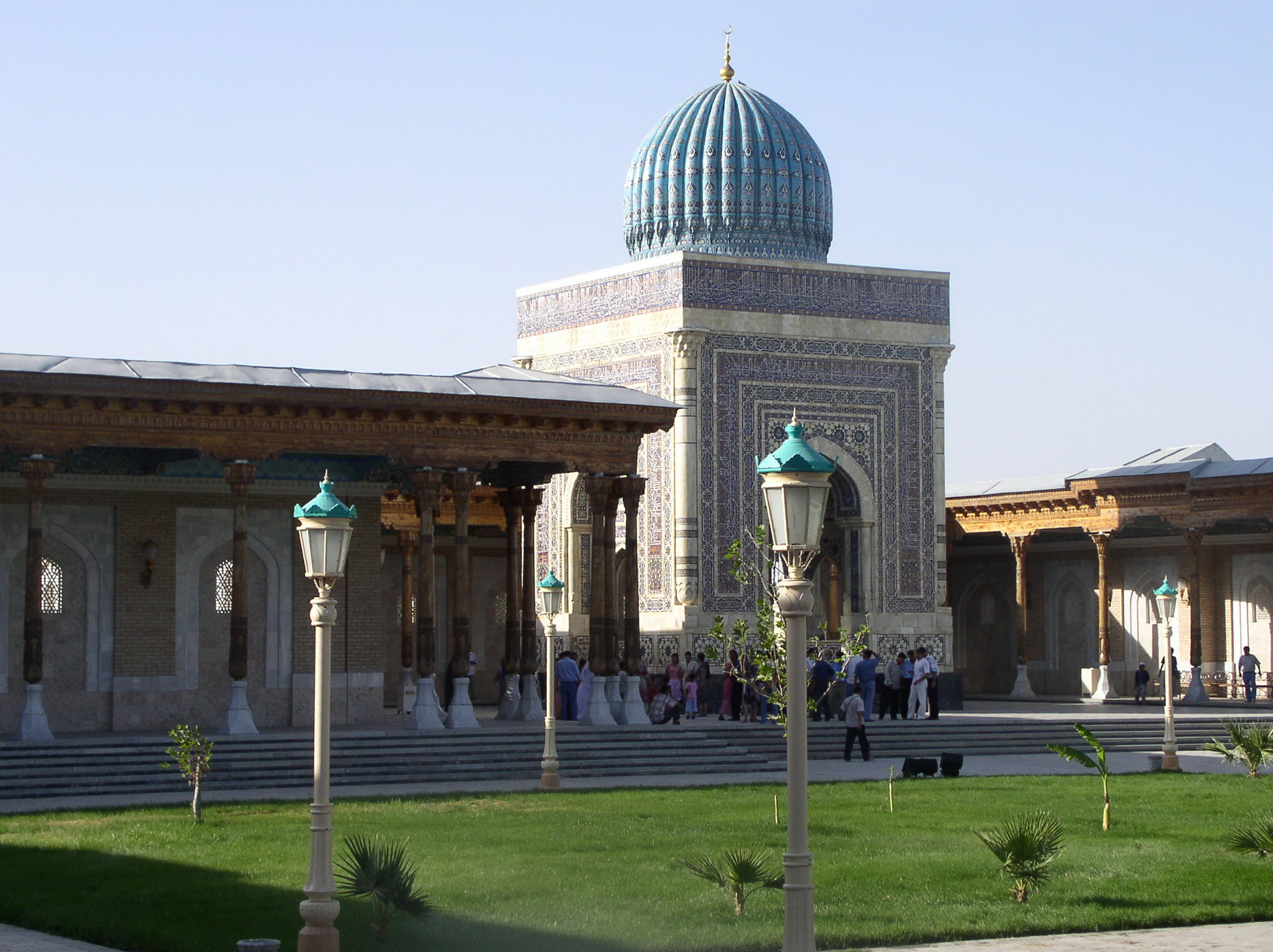
ضريح البخارى
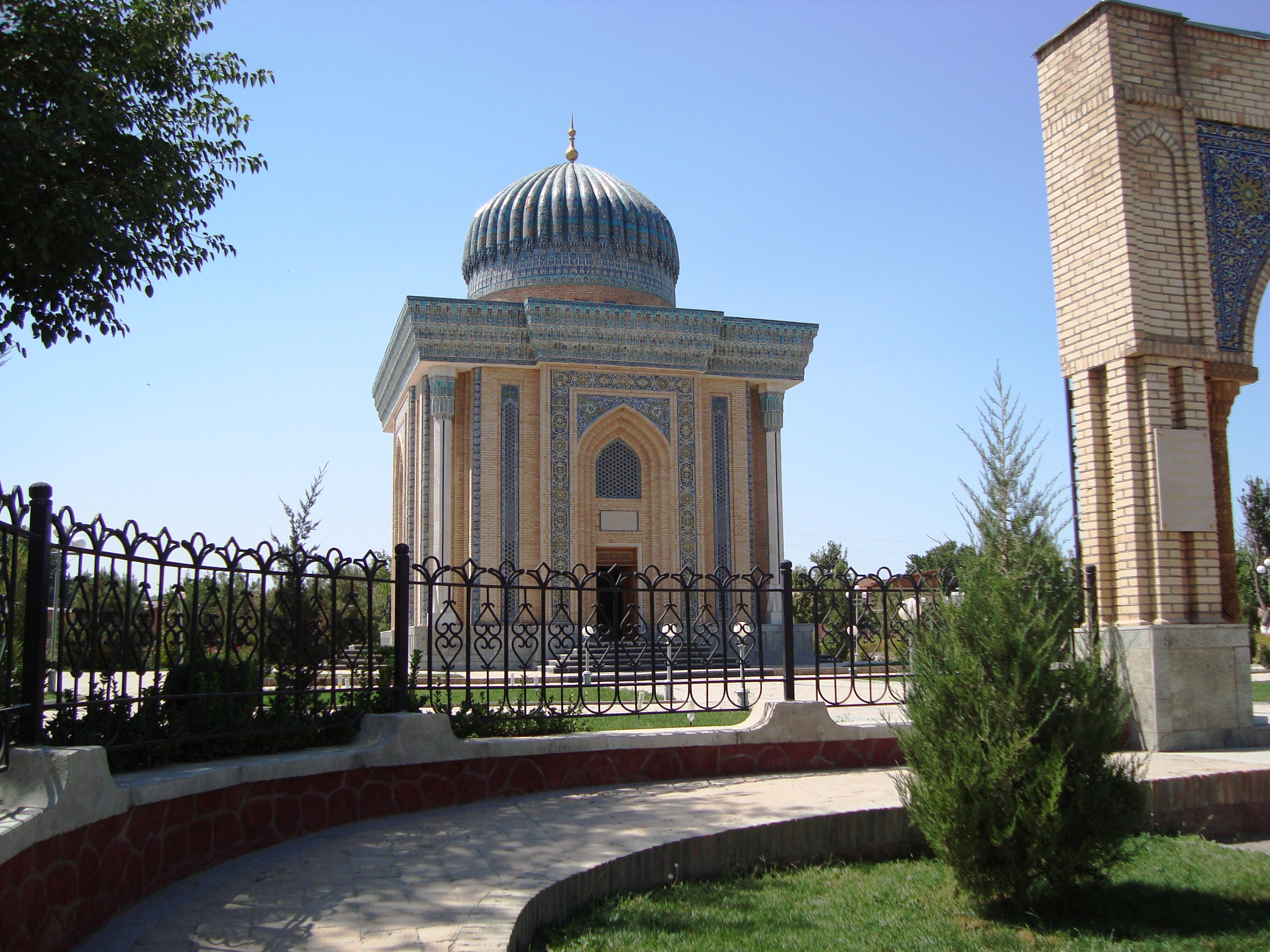
تُربة (مقام) الإمام أبو منصور الماتريدي.

## وصلات خارجية
- ميدان «ريجستان»
- ميدان «ريجستان»